# Товарищество бумаго-ткацкой мануфактуры братьев Г. и А. Горбуновых
Товарищество бумаго-ткацкой мануфактуры братьев Г. и А. Горбуновых — существовавшая в дореволюционной России компания. Штаб-квартира компании располагалась в Москве.

## История
Предприятие, впоследствии получившее широкую известность под названием Товарищество бумаго-ткацкой мануфактуры братьев Г. и А. Горбуновых, было заложено дедом будущих учредителей Товарищества, уроженцем села Широково Нерехтского уезда Костромской губернии Осипом Афанасьевичем Горбуновым в 1826 г. Изначально будущее крупное хлопчато-бумажное производство располагалось в доме своего основателя и осуществлялось на примитивных ручных станках силами членов его семьи, а также нескольких наемных рабочих посредством выпуска миткаля - суровой тонкой хлопчатобумажной ткани полотняного переплетения
С течением времени производство постепенно расширялось в том числе и на новом месте — в с. Кисилеве того же Нерехтского уезда (ныне окрестности г. Фурманов Ивановской области), куда потомки О. А. Горбунова перебрались после смерти основателя. В 1859 г. прядильное производство по наследству перешло к сыновьям умершего младшего сына О. Горбунова, Климента Осиповича — Григорию, Александру и Максиму Клементьевичам. К 1872 г., когда был зарегистрирован Торговый дом братьев Григория, Александра и Максима Горбуновых, принадлежавшая им фабрика располагала 392 станками, которые обслуживали около 500 рабочих.
Постоянный рост производства, его механизация и модернизация, а также последовавшее в 1879 г. приобретение  механическо-ткацкой фабрики бр. Кучиных в с. Колобово Ковровского уезда Владимирской губернии, оснащенной 428-ми механическими станками, привело братьев Горбуновых к мысли преобразования Торгового дома в Товарищество на паях, Устав которого был Высочайше утвержден 22 октября 1882 г.
Если в 1892 г. на предприятиях Товарищества бр. Горбуновых трудилось 2 908 человек, то к 1912 г. их число выросло до 8 572 человек. Основной капитал Товарищества за 20 лет увеличился в три раза, составив  6 млн руб. Общая площадь, где разместилось производство, с больницей, школой и квартирами для рабочих и служащих составляла к 1913 г. 33 десятины земли. В том же 1913 г. основные вопросы организации производства решались Правлением Товарищества, членами которого состояли: Григорий Клементьевич Горбунов, живший непосредственно в фабричных пределах; Василий Александрович Горбунов, постоянно проживавший в Москве и распоряжавшийся покупкой сырья и продажей готовых изделий Товарищества; Екатерина Викуловна Горбунова и ведущий хозяйственную часть фабрики Николай Иванович Лосев.
Вскоре после октябрьской революции, в 1918 г., все активы Товарищества бумаго-ткацкой мануфактуры братьев Г. и А. Горбуновых  г. были национализированы и обращены собственность советского государства.